# Автошлях E43
Європейський маршрут Е43 — європейський автомобільний маршрут категорії А, що з'єднує Дортмунд, Німеччина й Альтдорф, Швейцарія.
Е43 є найважливішою дорогою через Альпи. Після закриття в 2001 автомобільного тунелю Готард Е43 став єдиним маршрутом через Швейцарські Альпи.
На півночі Е43 з'єднується з маршрутом Е45, який проходить через Швецію, Данію та Німеччину. На півдні продовженням Е43 є Е35, який веде до Центральної Італії.
Найвищою точкою маршруту є 6,6-кілометровий  тунель Сан-Бернардіно.

## Фотографії

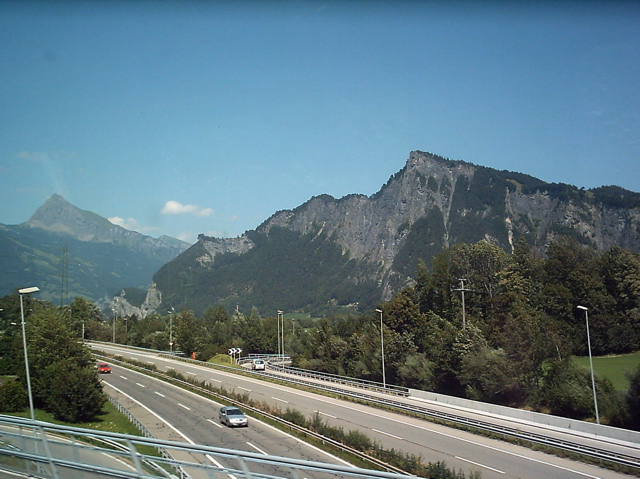
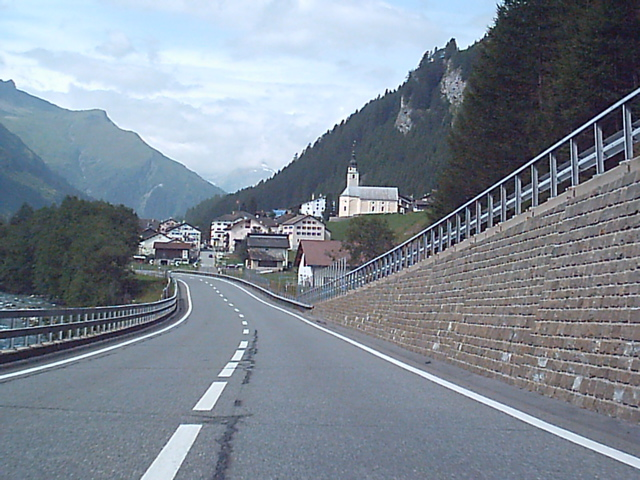
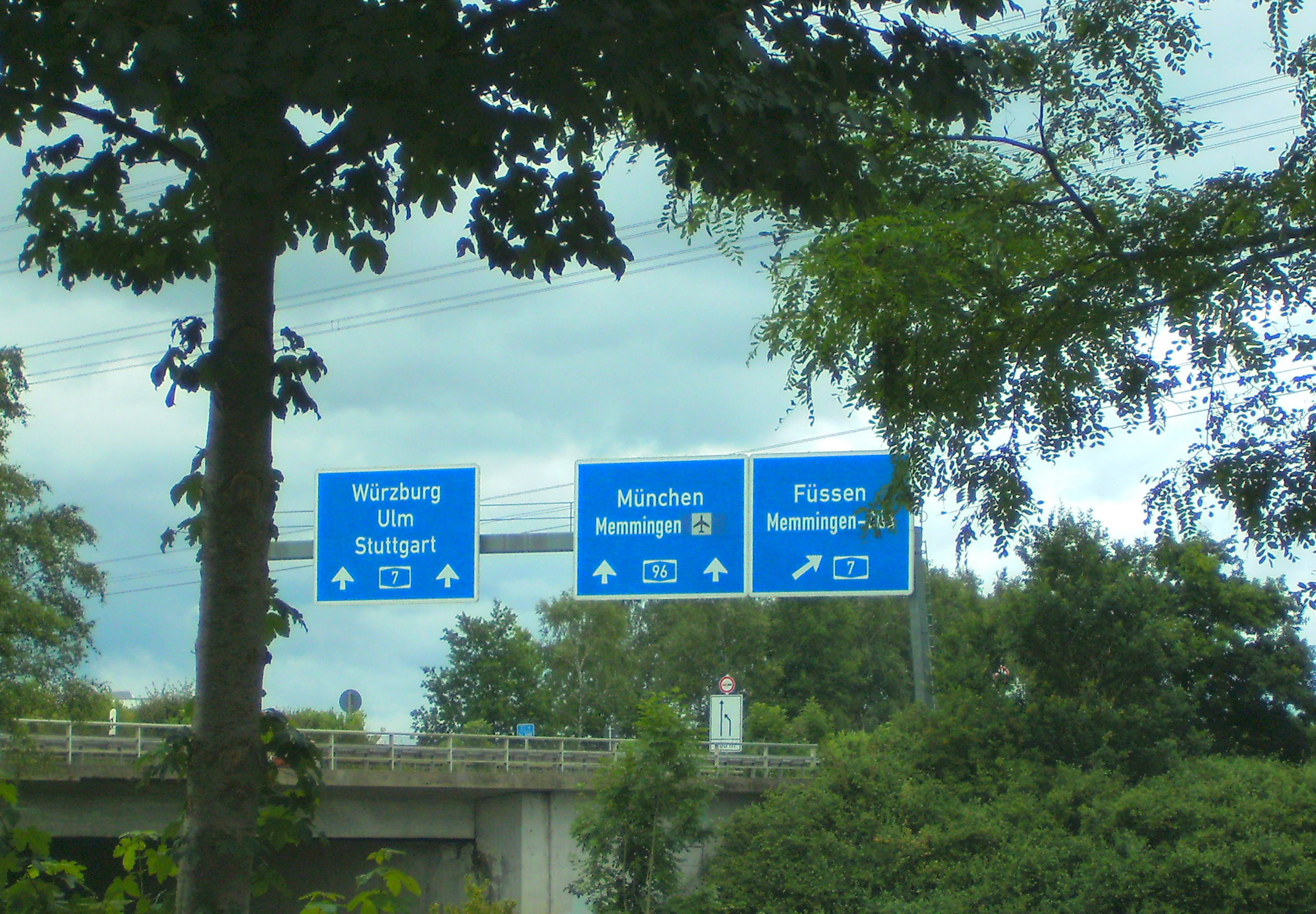
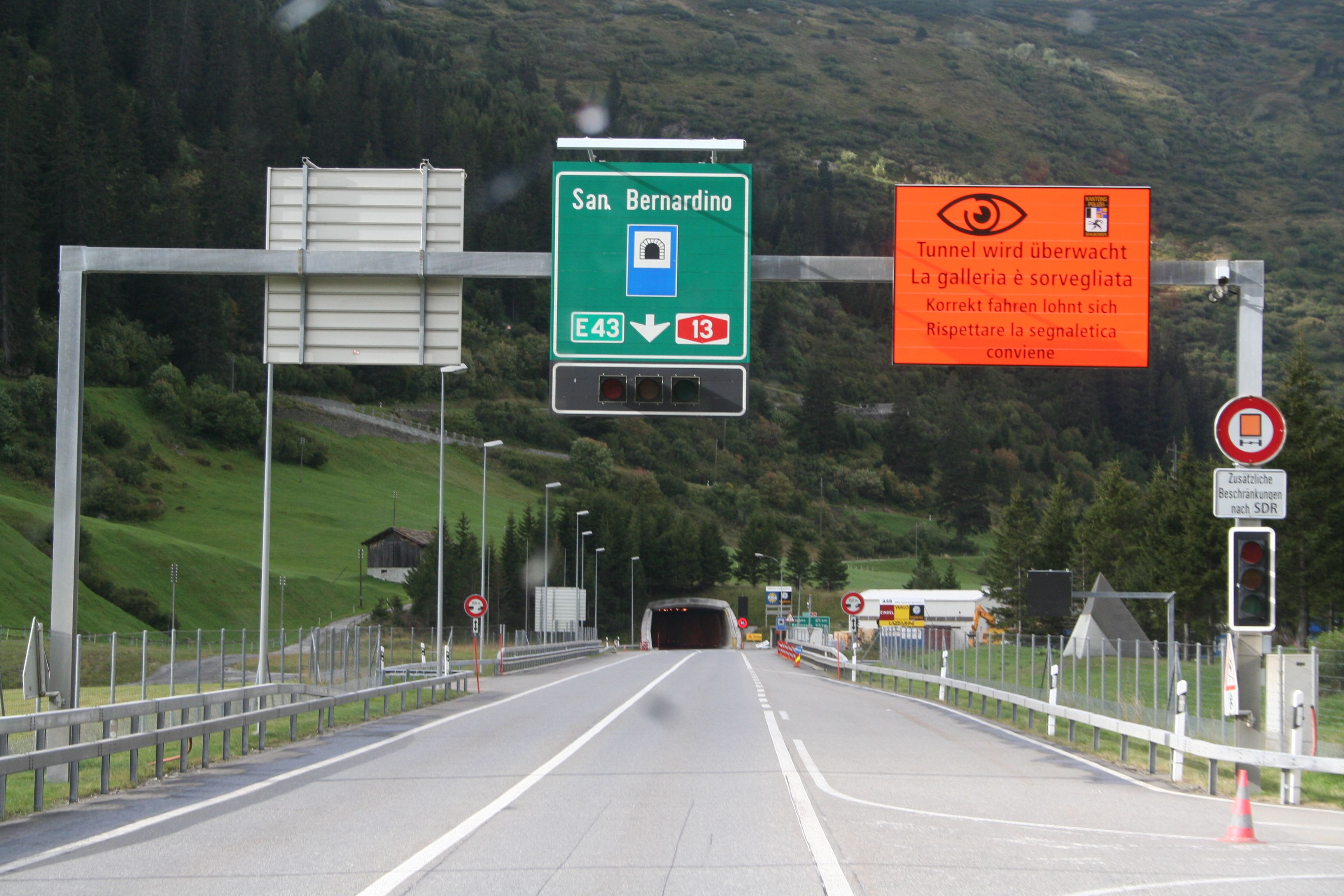

## Міста, через які проходить маршрут
- Німеччина:   Швайнфурт — Вюрцбург — Ротенбург-об-дер-Таубер — Фойхтванген — Елльванген — Аален — Гайденгайм-ан-дер-Бренц — Ульм — Меммінген —  Льоррах —  Ліндау
- Австрія: Брегенц
- Швейцарія: Санкт-Галлен — Санкт-Маргрете —  Кур — Беллінцона

Е43 пов'язаний з маршрутами
|  | - E41 - E45 - E50 - E52 |  | - E532 - E54 - E60 - E35 |